# Na Tae-Joo
Na Tae-Joo (en hangul, 나태주; nacido el 16 de marzo de 1945) es un poeta surcoreano. Después de graduarse de la Universidad de educación de Gong ju, trabajo como maestro de escuela primaria hasta 2007. En 2009 asumió el cargo de director del Centro Cultural de Gongju, hasta el 2017; y desde el 2020 se desempeñó como presidente de la Asociación de Poetas Coreanos, hasta 2022. Actualmente trabaja como poeta afiliado al Museo Literario Gongju Grass Flower.

## Vida
Nacido en Gisan-myeon, Seocheon -gun, en la provincia de Chungcheongnam -do. Realizó sus estudios en  Escuela Sicho Kookmin, la Escuela Intermedia Seocheon, la Escuela Normal Gongju (actualmente  conocida como la Universidad Nacional de Educación de Gongju) y la Universidad Abierta de Corea; y obtuvo su Maestría en psicología educativa y métodos educativos en la Universidad Nacional de Chugnam. En 1971, mientras se desempeñaba como profesor, realizó su debut en  el Concurso literario de Primavera Shinmun de Seúl, con Bajo el bosque de Bambú (‘Under the bamboo forest’) y también fue enviado a la guerra de Vietnam como parte del Cuerpo de Asistencia de Corea.

## Obras destacadas

### Colección de poesía
- Bajo el bosque de bambú (1973)
- Sister’s fall (1977)
- Dibujo de Makdongri (1980)
- Amor, pequeño amor(1981)
- Nubes, nubes de ensueño (1983)
- Chimney Gaksi (1985)
- Even if I have a loving heart (1985)
- My lamp that protects you  (1987)
- Cuando los recuerdos llaman(1989)
- Para mi hija (1989)
- Una cara que observa intensamente es más hermosa (1991)
- El sol poniente es deslumbrante (1994)
- Un pequeño camino en la hierba (1996)
- I see you like a flower (2015)
- Quiero escribir un poema antes de morir (2016)
- Poetry that gave me strength in my life (2016)
- Wrong (2017)
- They say not to go, but there is a road I want to go (2021)
- Because you smile, the world will laugh and the earth will also smile (2021)
- Estrella, más allá de la luz de las estrellas (2023)
- First life, everyone is clumsy (2023)
- I’ve missed you for a long time (2023)

### Colección en prosa
- Throw Flowers [2] (2008)
- Thank you for being alive[3] (2019)
- Please, don’t get sick [4](2020)
- A Poem for Little Things [5](2022)